# Joe's Domage
Joe's Domage es un álbum en directo del músico y compositor estadounidense Frank Zappa, lanzado de forma póstuma el 1 de octubre de 2004. Es el segundo de una serie de lanzamientos compilados por el archivista musical Joe Travers, siendo el primero de ellos Joe's Corsage (2004). 

## Lista de canciones
Todas las canciones compuestas por Frank Zappa.
1. "When It's Perfect..." – 3:18
2. "The New Brown Clouds" – 2:44
3. "Frog Song" – 17:23
4. "It Just Might Be a One Shot Deal" – 1:57
5. "The Ending Line..." – 3:12
6. "Blessed Relief/The New Brown Clouds" – 5:03
7. "It Ain't Real So What's the Deal" – 13:14
8. "Think It Over (some)/Think It Over (some more)" – 5:20
9. "Another Whole Melodic Section" – 1:53
10. "When It Feels Natural..." – 1:27

## Personal
- Frank Zappa – guitarra, voz
- Tony Duran – guitarra, voz
- Ian Underwood – órgano
- Sal Márquez – trompeta
- Malcolm McNab – trompeta
- Ken Shroyer – trombón
- Tony Ortega – saxofón barítono
- Alex Dmochowski – bajo, voz
- Aynsley Dunbar – batería